# Charles W. Juels
Charles W. Juels (1944-2009) va ser un psiquiatre i astrònom afeccionat dels Estats Units. Va ser un prolífic descobridor d'asteroides, i havent-ne trobat 315, és dels principals descobridors de planetes menors.